# 水力紡績機

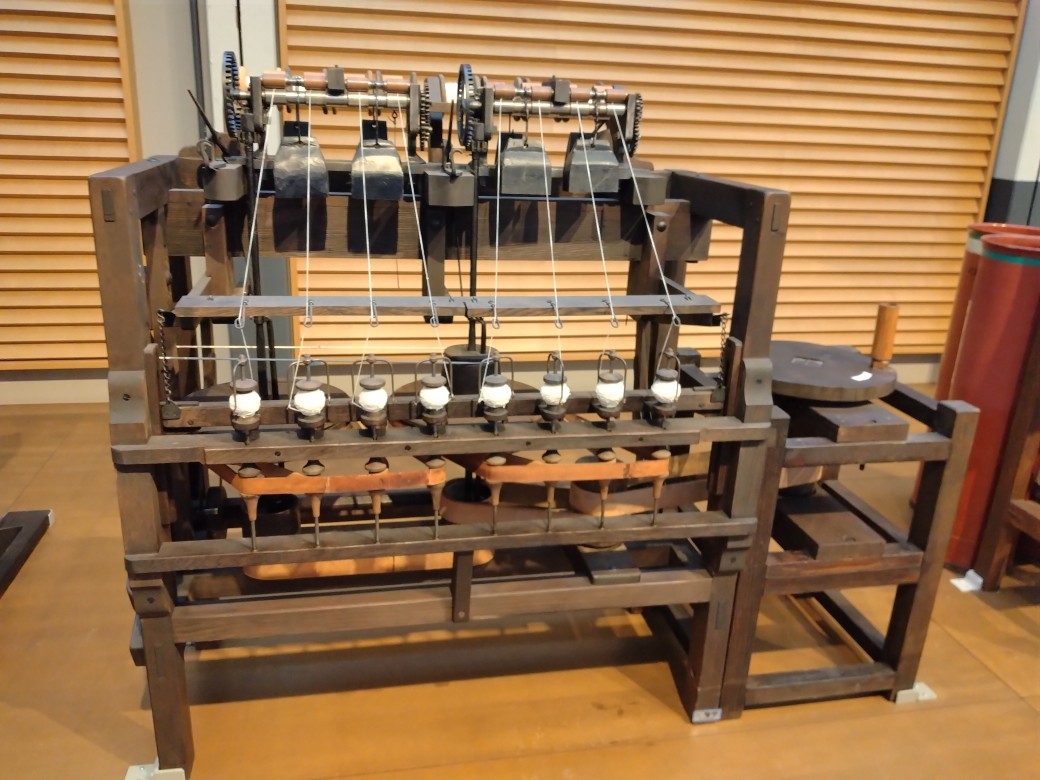
トヨタ産業技術記念館にあるウォータフレーム精紡機（複製）

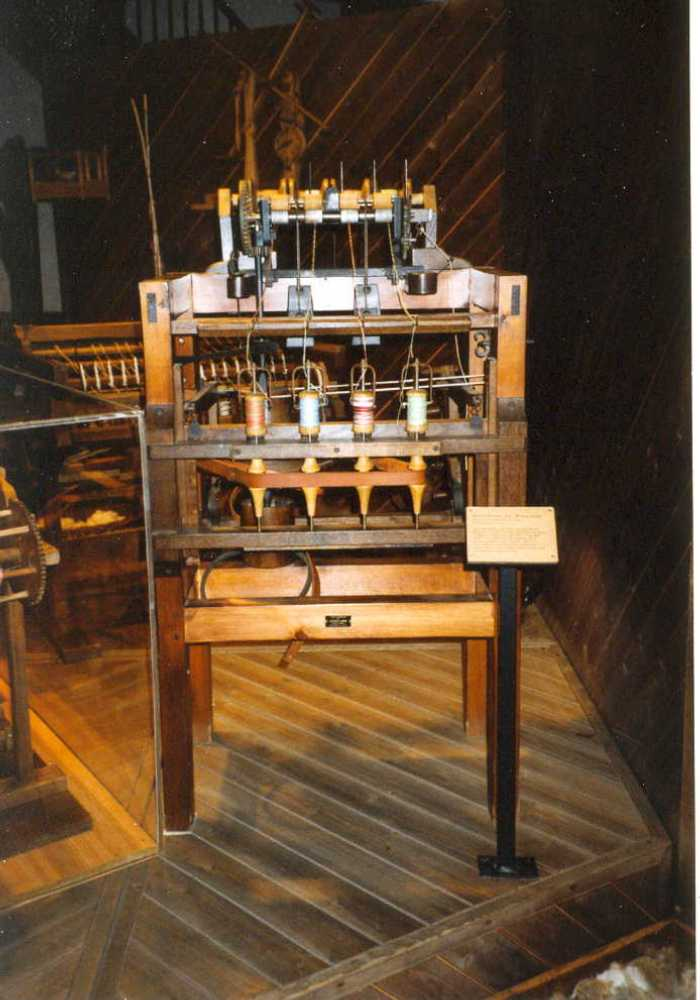
ヴッパータールのthe Museum for Early Industrialisationにある模型

水力紡績機（すいりょくぼうせきき、water frame） は、水車を動力とした紡績機。水紡機。イギリスの発明家、リチャード・アークライトによって開発された。

## 概要
水力を利用した紡績の機械は古代エジプト時代からあったが、綿糸の生産用に設計された本格的な水力紡績機は、1765年に最初に使用された。 1769年にこの技術を特許取得したリチャード・アークライトによって開発された。設計は、アークライトに雇われた時計職人ジョン・ケイによってトーマス・ハイズのために作られた紡績機に部分的に基づいており、当時有名なジェニー紡績機より強くてより堅い糸を生産可能にし、工場制度の導入に大きく貢献した。水力紡績機の原型となった装置は、アークライトが共同経営者たちとノッティンガムに建設した工場において、馬を使って駆動されていた。1770年にアークライトたちは、水力を利用した工場をダービーシャー州クロムフォードに建設した。
また、これとは別の水力紡績機が、1760年に、いち早く産業革命が始まっていたプロイセンのエルバーフェルト（後のドイツのヴッパータール）で、漂白工場を営んでいたヨハン・ハインリッヒ・ボックミュールによって開発されていた。

## クロムフォード
1771年、アークライトは、ダービーシャー州クロムフォードのダーウェント川に面して建設した綿糸紡績工場クロムフォード工場に、水力紡績機を設置し、これによって、単に労働者たちをひとつの場所に集めるのではなく、機械を設置することを目的に建設された世界でも最も古い部類の工場のひとつを作った。この工場はまた、一日の就業を、太陽の日照によってではなく、時計によって管理した最初期の事例のひとつであり、従業員たちは単なる契約ではなく、雇用契約を結んでいた。この工場は最終的には、梳綿機を組み合わせ、原料から最終製品まで様々な工程を経る連続生産を適用した最初の工場であった。
アークライトは、水力、水力紡績機、および継続的生産を現代の雇用慣行と組み合わせたため、工場システムの開発と産業革命の発展において重要な役割を果たした。

## 機構
水力紡績機は、３対のローラーによって粗糸を引き伸ばす機構と、フライヤーの回転によって撚りをかけて、ボビンとフライヤーの回転差を利用して巻取る機構からできている。
粗糸の引き伸ばしは、粗糸を巻いたボビンとローラーとの間ではなく3対のローラー間で行う。このため均等に粗糸が引き伸ばされ、この部分で糸切れを起こすことは少ない。サクソニー紡車の系譜を受け継ぐ撚りかけ･巻取り機構によって、連続的な紡糸が可能となった。
しかしフライヤーとボビンの間に働く強い張力が糸切れの原因になり、細い糸の紡糸は困難であった。
水車を用いることによって、必要とされる人間の労働量が減り、スピンドル数が劇的に増加した。